# Palaeocypraea
Palaeocypraea is een geslacht van uitgestorven weekdieren uit de klasse van de Gastropoda (slakken). Exemplaren van dit geslacht zijn slechts als fossiel bekend.

## Soort
- Palaeocypraea eripnides Darragh, 2002 †